# Zimní les (protipartyzánská operace)
Zimní les (rusky Зимний лес, německy Waldwinter) byl krycí název pro kárnou (trestnou) protipartyzánskou operaci probíhající v územním trojúhelníku sevřeném železniční tratí Vitebsk – Něvel – Polock od 27. prosince 1942 do 25. ledna 1943 v okupovaném Bělorusku. Byla pokračování operace Opičí klec.

## Výchozí podmínky a cíle operace
V oblasti plánované akce proběhla v listopadu 1942 operace s krycím jménem Opičí klec. Operaci provedla tanková divize wehrmachtu, která se v lesnatém terénu nemohla rozvinout a partyzáni se před jejími útoky rozptýlili nebo stáhli hlouběji do lesa. Operace tak skončila bez vážnějších ztrát sovětských partyzánů a v krátkém čase. Partyzáni na základě této zkušenosti předpokládali, že německé síly v tvrdých zimních podmínkách v nejbližší době nebudou útočit a zůstanou ve svých posádkách. Operace však byla svěřena 286. ochranné (bezpečnostní) divizi, která byla na podobný způsob boje cvičena a vybavena. Partyzáni tak neočekávali, že se Němci v zimních podmínkách rozhodnou pro novou operaci navíc pro ně v nevýhodných podmínkách. Oblast nebyla dobře připravena na obranu, chybělo společné velení, panoval nedostatek výstroje a výzbroje. 
Partyzáni provedli začátkem prosince 1942 několik útoků na železnici, a proto cílem operace bylo vytvořit ochranné pásmo u trati Vitebsk – Něvěl, likvidace partyzánů a přeměna operačního prostoru za levým křídlem skupiny armád Střed na zónu spálené země.

## Nasazené síly

### Německé síly
Do operace byly zařazeny následující jednotky:
- 286. ochranná (bezpečnostní) divize (německy 286. Sicherungs-Division (Wehrmacht)) v sestavě:
  - 2 obranné pluky,
  - 794. bezpečnostní prapor,
  - 8. dělostřelecký pluk,
  - tankové jednotky,
  - 600. policejní prapor,
  - 690. četa polního četnictva,
- 391. polní výcviková divize (německy 391. Feldausbildungs-Division),
- zvláštní bojová skupina (rusky боевая группа Шевелеры).

Odhadovaný stav nasazených sil byl asi 10 000 vojáků.

### Sovětské síly
Operací byly zasaženy následující identifikované partyzánské brigády:
- 3. běloruská partyzánská brigáda, velitel Arkadij Jakovlevič Marčenko (rusky Аркадий Яковлевич Марченко, velel červen 1942 – listopad 1943), 1 126 osob,[3][pozn. 1]
- 4. běloruská partyzánská brigáda, velitel Noj Jelisjejevič Falaljejev (rusky Ной Елисеевич Фалалеев, velel říjen 1942 – září 1943), 603 osob,[4]
- Partyzánská brigáda Za sovětské Bělorusko, velitel Pavel Minájevič Romanov (rusky Па́вел Мина́евич Рома́нов, velel říjen 1942 – květen 1944, padl při operaci Svátky jara, Hrdina SSSR), 421 osob,[5]
- Partyzánská brigáda S. M. Korotkin[pozn. 2], velitel Petr Antonovič Chomčenko (rusky Петр Антонович Хомченко, velel říjen 1942 – březen 1943), 660 osob,[6]
- partyzánský oddíl Nepolapitelní, velitel Michail Sidorovič Prudnikov (rusky Михаил Сидорович Прудников, velel červenec 1942 – červenec 1943, Hrdina SSSR), 28 osob,[7]
- Běloruská diverzní brigáda Lenin, velitel Alexej Andrejevič Baskakov (rusky Алексей Андреевич Баскаков, velel červenec 1942 – květen 1943), 315 osob,[8]
- další zvláštní útvary a skupiny.

Skutečný početní stav partyzánských brigád je v této době pouze odhadován. Přesná evidence byla provedena až po zařazení partyzánského útvaru do sestavy Rudé armády, kdy se jednalo o 3 153 partyzánů. Podle dalších pramenů šlo o celkem 4 – 5 tisíc lidí, kteří se účastnili bojů.

## Průběh operace
Partyzáni provedli sabotáže na železnici s předpokladem, že do zasněžených lesů Němci neproniknou. Němci však partyzány pronásledovali až k jejich základnám, kde je zaskočili. Německé síly pročesávaly les a aktivně vyhledávaly partyzánská postavení. Prudké boje probíhaly podél řeky Obal u vesnic Lachnači (bělorusky Лахначы), Ravěněc (bělorusky Равенец), Šilina (bělorusky Шыліна), Katljary (bělorusky Катляры), Tokarava (bělorusky Токарава), Pjacery (bělorusky Пяцеры) a Zachody (bělorusky Заходы). 3. běloruská partyzánská brigáda, Partyzánská brigáda S. M. Korotkin a Partyzánská brigáda Za sovětské Bělorusko v obklíčení utrpěly těžké ztráty. 4. běloruská partyzánská brigáda vyvázla z obklíčení, po bojích se jí podařilo prorazit a odvést s sebou tisíce místních obyvatel do Rasonské oblasti (bělorusky Расонскі раён). V zóně operace bojovalo až do 25. ledna 1943 několik oddílů 4. běloruské partyzánské brigády, speciálních sabotážních a průzkumných skupin. 

## Výsledky operace
Partyzány se podařilo z oblasti operace vytlačit. Tři partyzánské brigády utrpěly těžké ztráty a celé území se vrátilo pod kontrolu německých okupačních sil. 
Podle údajů partyzánů v bojích od 27. prosince 1942 do 3. ledna 1943 ztratily německé oddíly více než 100 zabitých vojáků a důstojníků. Podle tajné zprávy velitele týlového prostoru skupiny armád Střed Maxe von Schenckendorffa byly vlastní ztráty 20 zabitých a 79 raněných. Dále zpráva uvádí ohledně ztrát partyzánů 670 zabitých v akci, 957 zastřelených po výslechu, celkem 1 627. Otázkou těchto čísel zůstává, kolik je partyzánů skutečných a kolik je z toho civilistů zabitých jako partyzánů. Další dostupné prameny totéž číslo uvádí jako zabité civilisty. Z německé zprávy také vyplývá, že lidé z vesnic pomáhali Němcům identifikovat partyzány.
Počet zabavených zbraní je ve zprávě uveden následovně: 10 minometů, 14 kulometů, 31 samopalů, 2 protitankové pušky, 114 pušek a značné množství ručních palných zbraní (zřejmě pistole). Bylo dobyto 62 základen a 335 opevnění. S ohledem na počet zabavených zbraní lze konstatovat jejich nedostatek, či dovodit zařazení zabitých civilistů do počtu partyzánů. Srovnáním počtu dobytých základen a množství zabavených zbraní lze také dojít k závěru, že partyzánské sklady byly prázdné. Proto se špatně vyzbrojené partyzánské brigády nedokázaly ubránit náporu.
Dalších 2 041 lidí bylo zatčeno a odvezeno do tábora Dulag-125 v Polocku. Vesnice Aržavuchava (bělorusky Аржавухава), Bělaje (bělorusky Белае), Čarbamysly (bělorusky Чарбамыслы) byly zničeny. Obyvatelstvu a partyzánům bylo zabaveno 7 468 kusů dobytka, 894 koní, asi 1 000 kusů drůbeže, 446,8 tun obilí, 14,5 tuny brambor, 75,9 tun lnu a lněného semene. 
Během operace byla 286. divize vyřazena z vojenského zásobování wehrmachtu, protože se živila ze zabaveného proviantu z partyzánských skladů a na úkor místního obyvatelstva. Ve zprávě z března 1943 bylo velitelem 286. divize uvedeno, že ušetřil vojenskému zásobování německé armády 167 460 porcí masa, 139 880 porcí zeleniny a 42 123 dávek píce.

### Poválečná dohra
Velitel 286. ochranné divize generálporučík Johann-Georg Richert byl 29. ledna 1946 při Minském procesu s válečnými zločinci uznán vinným ve všech bodech obžaloby a spolu s dalšími 13 obžalovanými odsouzen k trestu smrti oběšením. Rozsudek byl vykonán veřejně dne 30. ledna 1946 za přítomnosti asi 100 000 diváků v Minsku.
Velitel 391. polní výcvikové divize generálporučík Albrecht Digeon von Monteton byl dne 2. února 1946 u soudu s válečnými zločinci v Rize shledán vinným ve všech bodech obžaloby a spolu s dalšími 6 obžalovanými odsouzen k smrti oběšením. Jedním ze spoluobžalovaných byl Friedrich Jeckeln. Všech sedm obžalovaných bylo oběšeno na Náměstí vítězství (lotyšsky Uzvaras laukums) v Rize.